# Mata Roma
Mata Roma är en kommun i Brasilien.   Den ligger i delstaten Maranhão, i den nordöstra delen av landet, 1 500 km norr om huvudstaden Brasília. Antalet invånare är 15 123.
Omgivningarna runt Mata Roma är huvudsakligen savann. Runt Mata Roma är det ganska glesbefolkat, med 22 invånare per kvadratkilometer.